# Raúl Entrerríos
Raúl Entrerríos, španski rokometaš, * 12. februar 1981, Gijón.
Leta 2008 je na poletnih olimpijskih igrah v Pekingu v sestavi španske reprezentance osvojil bronasto olimpijsko medaljo.
Leta 2010 je na evropskem rokometnem prvenstvu s špansko reprezentanco osvojil 6. mesto.